# Saeed Al-Owairan
Saeed al-Owairan (arabsky سعيد العويران‎‎; * 19. srpna 1967) je bývalý saúdskoarabský fotbalista.
Hrál za rijádský klub Al Shabab FC, s nímž se stal v letech 1991 až 1993 třikrát po sobě mistrem země, v roce 1992 byl nejlepším ligovým střelcem. V roce 2001 vyhrál Asijský pohár vítězů pohárů. Jako reprezentant se zúčastnil Konfederačního poháru 1992 (2. místo) a Mistrovství Asie ve fotbale 1992 (2. místo, vstřelil dvě branky). Hrál na mistrovství světa ve fotbale 1994, kde Saúdská Arábie při své premiéře na šampionátu překvapivě postoupila do osmifinále. O vítězství nad Belgií 1:0 rozhodl brankou po sólu přes celé hřiště, která obsadila šesté místo v anketě o nejkrásnější gól v historii MS, pořádané internetovými stránkami FIFA v roce 2002. Za rok 1994 také al-Owairan vyhrál anketu o nejlepšího fotbalistu asijského kontinentu. V roce 1996 byl zatčen za porušení saúdskoarabských zákonů zakazujících konzumaci alkoholu během ramadánu a potrestán ročním zákazem startu. Po návratu k fotbalu zakončil svou reprezentační kariéru na mistrovství světa ve fotbale 1998.
V žebříčku, který vydala Mezinárodní federace fotbalových historiků a statistiků, se umístil jako šestý nejlepší asijský fotbalista 20. století.